# 6085 Fraethi
6085 Fraethi eller 1987 SN3 är en asteroid i huvudbältet som upptäcktes den 25 september 1987 av den danska astronomen Poul Jensen vid Brorfelde-observatoriet. Den är uppkallad efter upptäckarens far, Frede Pedersen.
Asteroiden har en diameter på ungefär 5 kilometer och den tillhör asteroidgruppen Vesta.